# Гильом VIII де Монпелье
Гильом VIII (окс. Guilhem VIII) (ум. 1202) — сеньор Монпелье.

## Биография
Родился между 1155 и 1157 годом. Сын Гильома VII де Монпелье и Матильды Бургундской.
Наследовал отцу в 1172 году.
Продолжил политику отца и деда, направленную на поддержание союзнических отношений с Барселонским графством в его борьбе с графами Тулузы. Эта борьба закончилась подписанием мирных договоров от февраля 1186 и 26 января 1190 года между королём Арагона и графом Тулузы. После этого Гильом VIII признал Раймонда, старшего сына Раймонда V Тулузского, графом Мельгёйля, и принёс ему оммаж.
В 1178 после того, как его дядя Ги Геррежиа удалился в монастырь, получил его сеньорию Кастельно (при условии уплаты 20 тысяч солей долга). В 1182/83 унаследовал владения Бургундиозы, дочери брата - Ги Бургундиона де Монпелье - сеньории Полан и Пюже (тоже при условии уплаты долгов и выплаты компенсации Аделаиде де Коньяк - матери покойной).
В 1197 году Гильом VIII вернул в собственность своего рода сеньорию Омела (которая отделилась в 1150 году, когда её получила в приданое дочь Гильома д’Омела Тибуржетта, вышедшая замуж за Адемара де Мюрвьеля). Произошло это при следующих обстоятельствах. В 1191 г. его старший сын Гильом был помолвлен с Тибурж, старшей дочерью Раймона-Атона де Мюрвьеля. Предполагалось, что её приданое составят сеньории Омела, Пуже, Попьян, Мазерн, Сен-Пон де Мошьен, Монт-Арно, Пиньян, Корнонсек, Монбазен и Фронтиньян. За одностороннее расторжение помолвки предусматривалась неустойка в 10 тысяч мельгёйских солей. В 1197 г. Тибурж, достигшая к тому времени брачного возраста, в присутствии епископов Госфреда (Безье) и Раймона (Агд) объявила о расторжении помолвки по причине родства в третьем колене. Она и её сестра Сибилла выбрали себе других женихов и выразили желание иметь приданое в денежной форме, а для этого готовы уступить Гильом VIII де Монпелье все вышеназванные сеньории за 70 тысяч мельгёйских солей. Часть этой суммы ушла в погашение долгов Раймона-Атона де Мюрвьеля, часть (вероятно) не была выплачена, и в итоге муж Тибурж де Мюрвьель Фротар д'Оларг получил в приданое за женой 20 тысяч мельгёйских солей.
Гильом VIII первым браком с 1178/80 по 1187 год был женат на Евдокии Комнин (1160/64-1202/04), внучатой племяннице византийского императора Мануила I Комнина. «Historia de Don Jaime I» (не совсем достоверный источник) рассказывает, что она в сопровождении свиты ехала на свадьбу с королём Альфонсом II Арагонским, с которым была помолвлена. По пути она сделала остановку в Монпелье, и там узнала, что Альфонс уже женился. И тогда руку и сердце предложил ей Гильом VIII. По другим данным, она была помолвлена с графом Прованса Раймундом Беренгером III, и по прибытии в Монпелье узнала, что помолвка расторгнута по указанию императора Фридриха Барбароссы, который и предложил кандидатуру сеньора Монпелье.
У них родилась дочь — Мария де Монпелье, и по определённым причинам уже больше не могло быть детей.
Гильом VIII, к которому жена относилась с пренебрежением из-за его недостаточно высокого происхождения (к тому же он не получил от женитьбы с ней ни политических дивидендов, ни большого приданого) развёлся с Евдокией, отослав её в монастырь в Ариане, и женился на Агнессе (Иньес), родственнице арагонского короля (возможно - дочь Гонсало Родригеса де Мараньона). Известно 8 их детей:
- Гильом IX (ум. не ранее 1212), сеньор Монпелье в 1202-1204
- Томас
- Раймон, монах
- Бергюндион, монах
- Бернат Гийлем, предок испанских сеньоров де Энтенса
- Ги, монах в Клюни
- Агнесса, жена Раймона Роже виконта де Безье
- Аделаис (Эрмесинда), жена Жофре II, виконта де Рокаберти.

Однако папа Римский своей буллой от 1194 года аннулировал второй брак Гийлема VIII и объявил всех родившихся в нём детей незаконнорожденными. Поэтому сын Гийлема VIII Гийлем IX, после смерти отца провозгласивший себя сеньором Монпелье, вскоре был вынужден отказаться от своих притязаний в пользу единокровной сестры - Марии.
Гильом VIII де Монпелье известен как покровитель трубадуров, и как минимум одна из поэм Арнаута де Марёйля (Arnaut de Mareuil) адресована ему.